# Aiguille du Plat de la Selle
L'aiguille du Plat de la Selle est un sommet de France situé dans le massif des Écrins et culminant à 3 596 mètres d'altitude. Il s'agit du plus haut sommet intégralement situé dans le département de l'Isère, séparant le vallon de la Selle de la vallée du Vénéon au-dessus de Saint-Christophe-en-Oisans.

## Alpinisme
- 1876 - Première ascension par Henri Cordier avec Jakob Anderegg et Andreas Maurer, le 28 juin
- 1937 - Première de la face nord par Maurice Fourastier, Henri Le Breton et R. Nicolet

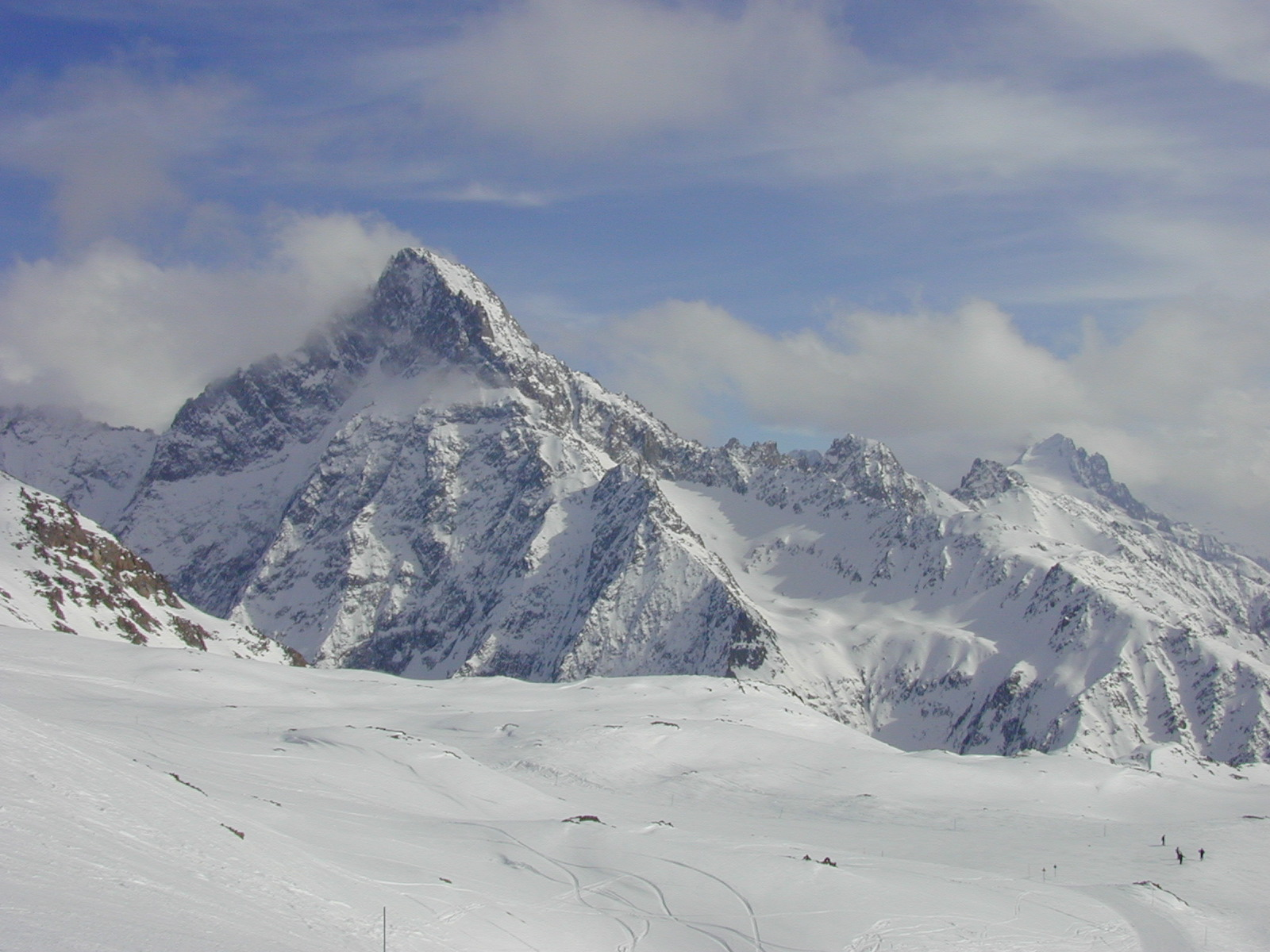
L'aiguille du plat de la Selle depuis les Deux Alpes.